# ريتشارد أرميتاج (ممثل)
ريتشارد كريسبين ارميتاج (بالإنجليزية: Richard Crispin Armitage)‏ هو ممثل سينمائي وتلفزيوني ومسرحي وصوتي إنجليزي. اشتهر عالميا بدور أمير وزعيم الأقزام ثورين أوكنشيلد في ثلاثية الهوبيت للمخرج بيتر جاكسون. إلا أن أرميتاج اشتهر أولا في بريطانيا بتجسيده شخصية جون ثورنتون في البرنامج التلفزيوني البريطاني شمال وجنوب (2004). كما عرف بأدوار جون ستاندريغ في الفيلم التلفزيوني «سبارك هاوس»، جاي جيسبورن في الدراما التلفزيونية «روبن هود»، هاري كينيدي في الكوميديا التلفزيونية «كاهن ديبلي»، لوكاس نورث في الدراما التلفزيونية «سبوكس»، جون بورتر في الدراما التلفزيونية «سترايك باك»، وفرانسيس دولارهايد في الدراما التلفزيونية «هانيبال».
بعد تخرجه من أكاديمية لندن للموسيقى وفنون المسرح (LAMDA)، سعى أرميتاج في البداية للعمل في المسرح وكان عضوا في شركة شكسبير الملكية (RSC). لكنه تحول إلى السينما والأدوار التلفزيونية عندما لاحظ أن الأدوار الرئيسية تذهب إلى الأسماء المعروفة لملء المسارح بالزبائن. بعد اثني عشر عاما من الغياب، وبعد حصوله على الشهرة، عاد أرميتاج إلى المسرح في عام 2014 أخذ أول دور رئيسي له في إنتاج كبير. حيث لعب جون بروكتور في مسرحية البوتقة في مسرح أولد فيك،  وترشح لجائزة أوليفييه لأفضل ممثل.
من علامات أرميتاج المميزة هي صوته الجهوري،  والذي ساعده كممثل صوتي منذ عام 2006. وبينما كان يعمل على المسلسل التلفزيوني روبن هود، طلب منه تسجيل كاسيت للموسم الأول من هذه السلسلة. ومنذ ذلك الحين، سجل أرميتاج العديد من الكتب المسموعة البارزة وعمل راويا في العديد من البرامج التلفزيونية والإذاعية والإعلانات. ويميل أرميتاج للتحدث بالعديد من اللهجات واللكنات والأصوات وحصل على العديد من الجوائز لمهاراته السردية، بما فيها جائزة كتاب أفضل مسموع عام 2014 من Audible.com لتسجيله كتاب «هاملت، أمير الدانمارك: رواية».

## الأعمال

### أفلام
| سنة  | اسم                                 | دور                 | ملاحظة    |
| ---- | ----------------------------------- | ------------------- | --------- |
| 1999 | This Year's Love                    | Smug Man at Party   |           |
| 1999 | حرب النجوم الجزء الأول: تهديد الشبح | Bravo Fighter Pilot |           |
| 1999 | Staged                              | Daryl Newman        |           |
| 2005 | Frozen                              | Steven              |           |
| 2011 | كابتن أمريكا: المنتقم الأول         | Heinz Kruger        |           |
| 2012 | الهوبيت: رحلة غير متوقعة            | ثورين أوكنشيلد      |           |
| 2013 | الهوبيت: قفرة سموغ                  | Thorin Oakenshield  |           |
| 2014 | الهوبيت: معركة الجيوش الخمسة        | Thorin Oakenshield  |           |
| 2014 | Into the Storm ‏                     | Gary Morris         |           |
| 2014 | Urban Grimshaw and the Shed Crew    | Chop                |           |
| 2018 | أوشنس 8                             | كلود بيكر           |           |
| 2021 | كاسحات الفضاء                       | جيمس سوليفان        | فيلم كوري |

## روابط خارجية
- ريتشارد أرميتاج على موقع IMDb (الإنجليزية)
- ريتشارد أرميتاج على موقع ميتاكريتيك (الإنجليزية)
- ريتشارد أرميتاج على موقع روتن توميتوز (الإنجليزية)
- ريتشارد أرميتاج على موقع قاعدة بيانات الأفلام العربية
- ريتشارد أرميتاج على موقع ألو سيني (الفرنسية)
- ريتشارد أرميتاج على موقع ميوزك برينز (الإنجليزية)
- ريتشارد أرميتاج على موقع تيرنر كلاسيك موفيز (الإنجليزية)
- ريتشارد أرميتاج على موقع أول موفي (الإنجليزية)
- ريتشارد أرميتاج على موقع قاعدة بيانات الأفلام السويدية (السويدية)
- ريتشارد أرميتاج على موقع ديسكوغز (الإنجليزية)